# Jonathan Larson
Jonathan David Larson (ur. 4 lutego 1960 w White Plains, zm. 25 stycznia 1996 w Nowym Jorku) – amerykański kompozytor i dramaturg. Jego najbardziej znane dzieła to musicale – autobiograficzny Tick, Tick… Boom! oraz Rent, którego premiera odbyła się w dniu jego śmierci. Larson otrzymał pośmiertnie trzy nagrody Tony Award i nagrodę Pulitzera w dziedzinie dramatu. W filmowej wersji Tick, tick... Boom! (2021) jego postać zagrał Andrew Garfield.

## Życiorys

### Wczesne lata
Urodził się w White Plains w rodzinie żydowskiej jako syn Nanette (z domu Notarius) i Allana Larsonów. Miał starszą siostrę Julie (ur. 1957). Od najmłodszych lat interesował się sztuką – udzielał się w szkolnym chórze, brał lekcje gry na pianinie i trąbce. Jego idolami muzycznymi byli: Elton John, The Beatles, The Doors, The Who, Billy Joel, jak również kompozytor musicali Stephen Sondheim. W szkole średniej Larson brał udział w amatorskich przedstawieniach oraz grał na tubie w orkiestrze.
Po ukończeniu szkoły średniej rozpoczął studia w Adelphi University w Garden City utrzymując się z czteroletniego stypendium. W tym czasie zaczął komponowanie muzyki, m.in. do kabaretów studenckich. Po licencjacie występował jako pianista.

### Początki kariery
Po studiach przeniósł się do nowojorskiego nieogrzewanego loftu na Dolnym Manhattanie, gdzie mieszkał z różnymi współlokatorami. Przez niemal dziesięć następnych lat pracował w weekendy jako kelner (w restauracji Moondance Diner) zaś w ciągu tygodnia tworzył komponując i pisząc.
Jego pierwszy musical, Sacrimmoralinority napisany wspólnie z Davidem Glennem Armstrongiem został wystawiony jeszcze na swojej uczelni zimą 1981. W roku 1982 po przeróbkach i zmianie tytułu na Saved! – An Immoral Musical on the Moral Majority był przez 4 tygodnie wystawiany w Blitz Storefront Rusty, małym teatrze off-broadwayowskim na Manhattanie.
W latach 1983–1990, tworzył Superbię, futurystyczną rock operę zainspirowaną powieścią Rok 1984 George’a Orwella. Dzieło zdobyło Richard Rodgers Production Award i otrzymało grant. Spektakl miał kilka wystawień w off-broadwayowskim teatrze Playwrights Horizons i w klubie Village Gate we wrześniu 1989 roku, lecz nie przyjął się.
Sfrustrowany twórca napisał następnie "monolog rockowy", zatytułowany najpierw 30/90, a następnie Boho Days i ostatecznie Tick, tick... Boom!, który wystawiał w latach 1990–1993. Występował w nim jednoosobowo, odgrywając postać Jonathana, akompaniując sobie na pianinie z towarzyszeniem sekcji rockowej. W dużym stopniu autobiograficzny spektakl opisywał jego poczucie odrzucenia spowodowane klapą. Dzieło wystawiono w Village Gate, później w Second Stage Theater na Upper West Side. Producentem obu była przyjaciółka, Victoria Leacock.
Poza tymi trzema większymi dziełami napisał także muzykę do musicalu J.P. Morgan Saves the Nation, muzykę do Sesame Street, muzykę do wydanych na kasetach słuchowisk dla dzieci, na podstawie filmów, m.in. An American Tail i Land Before Time oraz wiele pojedynczych utworów.
Jeszcze podczas nauki w college’u, nawiązał kontakt ze swoim idolem i mentorem, kompozytorem musicalowym Stephenem Sondheimem, któremu przedkładał do oceny swoje wczesne dzieła. Sondheim wspomagał młodego artystę listami polecającymi. W dowód wdzięczności jeden z utworów w Tick, tick... BOOM! Larson zatytułował Sunday – parafrazując w nim piosenkę Sondheima pod tym samym tytułem (finał I aktu z musicalu Sunday in the park with George).

### Musical Rent
W 1988 dramaturg Billy Aronson chciał stworzyć musical na podstawie Cyganerii Giacomo Pucciniego przeniesionej do współczesnego Nowego Jorku. W 1989 roku, 29-letni Jonathan Larson, rozpoczął z Aronsonem współpracę nad tym projektem, komponując m.in. utwory (później włączone do musicalu) – Santa Fe i Splatter (później tytuł zmieniony na Rent) oraz I Should Tell You. W 1991 roku Larson poprosił Aronsona o pozwolenie na dalsze samodzielne kontynuowanie dzieła według własnej koncepcji. Jego celem było napisanie opery rockowej, „zaprezentowanie teatru muzycznego pokoleniu MTV”. W dziele pragnął zawrzeć własne doświadczenia życiowe związane z wieloletnim mieszkaniem w lofcie. Larson wymyślił tytuł Rent oraz umieścił w treści i didaskaliach wiele autobiograficznych wątków (partnerka, która odeszła do innej kobiety, wyposażenie mieszkania, zwyczaje w nim panujące).
Larson zaprezentował dyrektorowi artystycznemu New York Theatre Workshop Jamesowi Nicolowi taśmę demo i skrypt. Pierwsze próby czytane miały miejsce w marcu 1993 roku ukazując wiele problemów wynikających z długości i skomplikowania utworu. Pomiędzy 1994 a 1996 rokiem spektakl był testowo wystawiany we fragmentach na deskach New York Theatre Workshop, większość utworów z tego okresu nie znalazła się w ostatecznym dziele. Od grudnia 1995 trwały próby ruchowe i sceniczne, spektakl miał zaplanowaną premierę pod koniec stycznia 1996 roku.

### Ostatnie dni i śmierć
W styczniu 1996 na kilka dni przed premierą próby do spektaklu trwały po kilkanaście godzin dziennie. Larson czuł się źle, odczuwał duszności i bóle w klatce piersiowej przy oddychaniu. 21 stycznia wieczorem został zabrany na pogotowie, zrobiono mu prześwietlenie i elektrokardiogram, który nie wykazał zawału serca. Po godzinie 22. został wypisany do domu, lecz nadal źle się czuł. 23 stycznia wieczorem został zawieziony do szpitala, ponowiono badania, które znowu niczego nie wykazały, a nad ranem 24 stycznia Larson wrócił do domu. Wieczorem tego dnia, około godziny 19, autor przybył na próbę, cały czas skarżąc się na bóle i niewielką gorączkę. Próba skończyła się koło północy, a Larson udzielił po niej swojego pierwszego (i ostatniego w życiu) wywiadu dla „New York Timesa”. O wpół do pierwszej w nocy wsiadł do taksówki i wrócił do domu.
O wpół do czwartej nad ranem do mieszkania wrócił współmieszkaniec, odnajdując Larsona martwego na podłodze. Lekarz z wezwanej karetki stwierdził zgon. Sekcja przeprowadzona następnego dnia wykryła pęknięcie tętniaka aorty, spowodowanego najprawdopodobniej przez zespół Marfana.

## Pośmiertne uznanie
Przedstawienie premierowe miało zostać odwołane, lecz z woli rodziców Larsona odbyło się 26 stycznia 1996. Rozpoczęło się w wersji koncertowej, przybici aktorzy śpiewali na siedząco. Stopniowo wykonawcy zaczęli wchodzić w swoje role i II akt potoczył się w wersji scenicznej. Spektakl błyskawicznie zdobył popularność, wkrótce widownia New York Theatre Workshop okazała się za mała i spektakl został przeniesiony do Nederlander Theatre w dniu 29 kwietnia 1996. Rent nie zszedł ze sceny przez kolejne 12 lat (9. najdłużej grane nieprzerwanie przedstawienie na Broadwayu, ponad 5000 wystawień), doczekał się 24 tłumaczeń na inne języki i został wystawiony w prawie 30 krajach, w tym czterokrotnie w Polsce: Maybe Theatre Company w Gdańsku w reż. Pawła Lewandowskiego (2005), Teatrze Rozrywki Chorzowie w reż. Ingmara Villqista (2006), Operze na Zamku w Szczecinie w reż. Andrzeja Ozgi (2008) i Teatrze Rampa w reż. Jakuba Szydłowskiego (2014).
Musical Rent był nominowany w 1996 do dziesięciu nagród Tony. Jonathan Larson zdobył pośmiertnie trzy z nich: dla najlepszego musicalu, dla najlepszego libretta i za najlepszą muzykę.
W tym samym roku Larsonowi przyznano pośmiertnie nagrodę Pulitzera w kategorii dramatu.
W 2001 na off-Broadwayu została wystawiona nowa, odświeżona wersja Tick, tick... Boom! Musical został zrekonstruowany przez Davida Auburna, na podstawie wielu wersji scenariusza, stworzonych przez Larsona. Przerobił on również monolog na sztukę dla trzech aktorów. Wcielają się oni w role Jonathana, jego dziewczyny Susan oraz jego przyjaciela Michaela. Musical zawiera wiele wątków autobiograficznych, jednak Jonathan nie może być jednoznacznie utożsamiany z Jonathanem Larsonem, a Susan i Michael to postacie fikcyjne.
W 2021 Netflix wyprodukował film biograficzny o Jonathanie Larssonie Tick, tick... Boom! w formie fabularyzowanego musicalu. W postać Larssona wcielił się Andrew Garfield, reżyserował Lin-Manuel Miranda. W epizodycznych rolach wystąpiły gwiazdy Broadwayu, m.in.: Joel Grey, Chita Rivera, Bernadette Peters, Bebe Neuwirth.

## Dziedzictwo
Po jego śmierci rodzina i przyjaciele utworzyli Jonathan Larson Performing Arts Foundation w celu wspierania pracy twórczej artystów, szczególnie kompozytorów muzyki teatralnej i pisarzy. Od 2008 roku przyznawane są granty Jonathan Larson Grants.
Rękopisy dzieł Larsona przekazano w grudniu 2003 do biblioteki Kongresu Stanów Zjednoczonych.